# Elias Boudinot

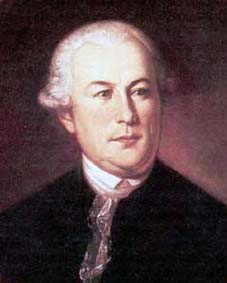
Elias Boudinot

Elias Boudinot (* 2. Mai 1740 in Philadelphia, Province of Pennsylvania; † 24. Oktober 1821 in Burlington, New Jersey) war ein US-amerikanischer Politiker. In den Jahren 1782 und 1783 war er Präsident des Kontinentalkongresses; zwischen 1789 und 1795 vertrat er den Bundesstaat New Jersey im US-Repräsentantenhaus.

## Werdegang
Elias Boudinot wuchs während der britischen Kolonialzeit auf. Er genoss eine gute Schulausbildung. Nach einem anschließenden Jurastudium und seiner 1760 erfolgten Zulassung als Rechtsanwalt begann er in Elizabethtown in diesem Beruf zu arbeiten. Seit 1772 bis zu seinem Tod war er Kurator des Princeton College. Bei Beginn der amerikanischen Revolution schloss sich Boudinot der Unabhängigkeitsbewegung an. Im Jahr 1775 wurde er Mitglied eines Sicherheitskomitees in seiner Heimat. Während des Unabhängigkeitskrieges diente er zwischen 1776 und 1779 als Oberst in der Kontinentalarmee. Dabei war er für die Behandlung der Kriegsgefangenen zuständig. In den Jahren 1778 bis 1783 war er mehrfach Delegierter im Kontinentalkongress, als dessen Präsident er seit 1782 amtierte. Elias Boudinot gehörte auch zu den Unterzeichnern des Friedensvertrags von 1783, der den Unabhängigkeitskrieg beendete. Ansonsten arbeitete er als Rechtsanwalt. Politisch stand er nach 1789 der Bundesregierung unter Präsident George Washington nah.
Bei den in New Jersey staatsweit ausgetragenen ersten Kongresswahlen des Jahres 1789 wurde er für den ersten Sitz des Staates New Jersey in das US-Repräsentantenhaus gewählt, wo er am 4. März 1789 sein neues Mandat antrat. Nach zwei Wiederwahlen konnte er bis zum 3. März 1795 drei Legislaturperioden im Kongress absolvieren. Im Jahr 1791 wurden die ersten zehn Verfassungszusätze, die Bill of Rights, ratifiziert. Im Jahr 1794 verzichtete Elias Boudinot auf eine weitere Kandidatur.
Nach dem Ende seiner Zeit im US-Repräsentantenhaus fungierte er zwischen 1795 und 1805 als Leiter der United States Mint. Im Jahr 1816 wurde er der erste Präsident der American Bible Society. Boudinot war mit Hannah Stockton (1736–1808) verheiratet, mit der er zwei Kinder hatte. Eine Tochter war die Ehefrau von Justizminister William Bradford. Boudinot starb am 24. Oktober 1821 in Burlington.